# Быстрицкая, Галина Альбертовна
Галина Альбертовна Быстрицкая (род. 10 апреля 1961, Москва) — российская художница, участник персональных и групповых выставок.

## Биография
Родилась 10 апреля 1961 года в Москве.
Окончила Московский полиграфический институт, факультет художественно-технического оформления печатной продукции в 1985 году. Училась у Аллы Зингер и Юрия Бурджеляна. В том же году вступила в Молодёжное отделение МОСХ.
Член живописной секции МОСХ с 1992 года. Лауреат премии «Золотая кисть» 1992 года.
Автор проекта Artography, автор книги Artography совместно с Ириной Тархановой (вступительная статья А. В. Толстого), включающей репродукции картин, фотографий и рисунков художника, совмещенных дизайнером Ириной Тархановой в знаковый коллаж. В книге также — эссе Г. Быстрицкой и известных писателей и журналистов, посвященные путешествиям по разным странам. Автор, менеджер и спонсор фестиваля искусств в Малом Манеже 8—14 февраля 2007 года.
Участник персональных и групповых выставок с 1982 года в России и за рубежом. Картины хранятся в коллекциях Вологодской картинной галереи, Брянского художественного музея, в музее «Новый Иерусалим», а также в частных собраниях России, США, Германии, Англии, Австрии, Югославии, Турции, Китая, Израиля, Канады, Франции и Японии.
Выставки 2010 года:
- в галерее «На Вспольном» с Константином Лейфером «Набережная неисцелимых» памяти И. Бродского;
- в Париже «Regards Russes sur Paris»
- в галерее «Экспо-88» «Plain Air»

Коллеги по творческому стилю — московские художники Михаил Иванов и Арон Бух.